# Issa Serge Coelo
Issa Serge Coelo (født 1967) er en tchadisk filminstruktør, født i Biltine, Tchad. 